# Анура Кумара Діссанаяке
Анура Кумара Діссанаяке (синг. අනුර කුමාර දිසානායක, там. அனுர குமார திசாநாயக்க, нар. 24 листопада 1968, Тамбуттегама, Шрі-Ланка) — шрі-ланкійський політик лівого спрямування, 9-й президент Шрі-Ланки (з 23 вересня 2024 року).

## Із життєпису
Народився в родині робітника та домогосподарки, мав сестру. Після закінчення місцевої школи вступив до університету, студентом долучився до політичної діяльности. За фахом — фізик. У 1997 році обраний до центрального комітету партії лівого спрямування «Джанатха Вимукті Перамуна» («Народний фронт звільнення»), з 2008 року — лідер партії.
У 2004 році став міністром кабінету міністрів, відповідав за сільське господарство, землекористування та іригацію. У 2005 році, разом з іншими міністрами від «Джанатха Вимукті Перамуна» («ДжВП»), подав у відставку. У 2014 році знову став партійним лідером. Балотувався в президенти країни на виборах 2019 року як кандидат від «ДжВП», посів третє місце, набравши 3 %.

## Президентство
Вибори відбулися 21 вересня 2024 року, вперше в історії країни пройшли в два тури, позаяк в першому жоден із 38 кандидатів не набрав понад 50 %: марксист Анура Кумара Діссанаяке набрав 42,31 % голосів виборців, посівши перше місце, на другому — лідер опозиції Саджит Премадаса з 32,76 %, третім був чинний президент Раніл Викрамасінгхе. У другому турі переможець набрав 5,7 мільйонів голосів, його опонент — 4,5 мільйонів. Діссанаяке балотувався від альянсу «Національна народна влада», до якого входить його марксистська партія «Джанатха Вімукті Перамуна».
23 вересня 2024 року офіційно вступив на посаду президента Шрі-Ланки.